# کنستانتین هوهانیسیان
کنستانتین لئونی هوهانیسیان (ارمنی: Կոստանդին Լևոնի Հովհաննիսյան؛ انگلیسی: Konstantine Hovhannisyan؛ ۱۹ دسامبر ۱۹۱۱ – ۶ ژوئن ۱۹۸۴) یک استاد دانشگاه، معمار و باستان‌شناس اهل ارمنستان بود.